# Jonás Gutiérrez
Jonás Manuel Gutiérrez (Sáenz Peña, Buenos Aires, Argentina, 5 de julio de 1983) es un futbolista argentino que se desempeña como centrocampista o lateral derecho. Actualmente juega en el Club Social, Cultural y Deportivo Las Toninas, equipo que compite en la Liga de Fútbol del Partido de La Costa, tras su regreso a la actividad en 2025 luego de haberse retirado del profesionalismo en 2021.

## Trayectoria
Empezó su carrera gracias a su madre, Mónica, por recomendación médica. Sufrió de parálisis total en la parte izquierda del cuerpo y le fue recomendado la práctica de ejercicios físicos. La mayor parte de su tiempo realizaba carreras, y ganó varios premios.
Surgió en el Club Atlético Vélez Sársfield de Argentina, con el cual ganaría Torneo Clausura 2005. Es vendido en € 3.500.000 por el 50% del pase al RCD Mallorca de la Primera División de España. En junio de 2008 fue traspasado al Newcastle United de Inglaterra, firmando un contrato por cinco años, pasando durante esta estancia un año cedido en el Norwich City. El Deportivo de La Coruña, lo fichó como agente libre el 1 de septiembre de 2015 para la Primera División de España.
El 3 de noviembre de 2014 Jonás se recuperó de un cáncer testicular. En marzo de 2015 volvió a jugar, entrando de suplente ante el West Ham United. En aquel partido, en el que el Newcastle se jugaba el descenso, Jonás Gutiérrez dio una asistencia y anotó el gol de la victoria. El Newcastle logró salvar la categoría. Es un gran reconocido hincha del club Almagro en la ciudad de José Ingenieros, Buenos Aires.
En 2025, tras varios años alejado del profesionalismo, volvió al fútbol para jugar en el Club Social, Cultural y Deportivo Las Toninas de la Liga de Fútbol del Partido de La Costa. En su debut convirtió un gol.

## Selección nacional
Jonás disputó algunos partidos con la Selección de fútbol de Argentina en su categoría Sub-20. A principios de 2007 fue convocado por primera vez con la absoluta, con la que jugó unos minutos en el amistoso ante Francia ganado por su equipo por 1-0.
Debutó oficialmente en 2008 en el partido frente a Brasil de las Eliminatorias Sudamericanas. El 11 de febrero de 2009, Jonás marca su primer gol en la selección ante Francia en el amistoso jugado en Marsella.
Formó parte también del equipo argentino en el Mundial de 2010, jugando en tres de los cinco partidos de la selección en la Copa. Durante la misma se desempeñó principalmente como lateral derecho, una posición a la que no estaba acostumbrado, y acumuló dos tarjetas amarillas en igual cantidad de partidos como titular.
A lo largo de su carrera ha jugado un total de 11 partidos con la Selección Argentina: 6 en la selección sub-20 y 5 con la selección mayor.

### Participaciones en Copas del Mundo
| Mundial           | Sede      | Resultado        | Partidos | Goles |
| ----------------- | --------- | ---------------- | -------- | ----- |
| Copa Mundial 2010 | Sudáfrica | Cuartos de final | 3        | 0     |

## Clubes
Actualizado al último partido jugado el 22 de junio de 2025.
| Club                    | País       | Año         | Partidos | Goles | Asistencias |
| ----------------------- | ---------- | ----------- | -------- | ----- | ----------- |
| Vélez Sarsfield         | Argentina  | 2001 - 2005 | 107      | 2     | 5           |
| Mallorca                | España     | 2005 - 2008 | 104      | 5     | 6           |
| Newcastle United        | Inglaterra | 2008 - 2015 | 204      | 12    | 27          |
| Norwich City (cedido)   | Inglaterra | 2014        | 4        | 0     | 0           |
| Deportivo de La Coruña  | España     | 2015-2016   | 17       | 0     | 1           |
| Defensa y Justicia      | Argentina  | 2016-2017   | 29       | 0     | 1           |
| Independiente           | Argentina  | 2017-2018   | 24       | 0     | 1           |
| Defensa y Justicia      | Argentina  | 2018-2019   | 6        | 0     | 0           |
| Banfield                | Argentina  | 2019-2021   | 23       | 0     | 0           |
| Almagro                 | Argentina  | 2021        | 7        | 0     | 0           |
| Club Social Las Toninas | Argentina  | 2025–       | 10       | 4     | 1           |

## Palmarés

### Campeonatos nacionales
| Título                       | Club             | País       | Año    |
| ---------------------------- | ---------------- | ---------- | ------ |
| Primera División             | Vélez Sarsfield  | Argentina  | C-2005 |
| Football League Championship | Newcastle United | Inglaterra | 2010   |

### Campeonatos internacionales
| Título            | Club          | País      | Año  |
| ----------------- | ------------- | --------- | ---- |
| Copa Sudamericana | Independiente | Argentina | 2017 |
| Copa Suruga Bank  | Independiente | Argentina | 2018 |

| Título              | Selección        | Sede    | Año  |
| ------------------- | ---------------- | ------- | ---- |
| Sudamericano Sub-20 | Argentina sub-20 | Uruguay | 2003 |

## Filmografía
Programas de Televisión
- Ahora caigo (2021—presente)